# Brucebo (konstnärshem)
Brucebo är konstnärsparet Carolina Benedicks-Bruce och William Blair Bruces konstnärhem från sekelskiftet 1900 i Väskinde socken på Gotland, omkring åtta kilometer norr om centrala Visby och strax norr om naturreservatet Brucebo.
Konstnärerna Carolina Benedicks-Bruce och William Blair Bruce inköpte 1899 delar av fastigheterna Stora Bläsnungs och Lilla Hästnäs. På tomten de köpte fanns ett äldre hus kallat Emilsro som paret valde att bygga ut med en ny huskropp i nationalromantikens och sekelskiftets anda att försöka sudda ut gränserna mellan ute och inne. Här arbetade paret och fann inspiration till att skapa en mängd målningar och skulpturer som än idag finns att beskåda. Bostaden ägs idag av Brucebostiftelsen och är öppet som museum. 

## Ett konstnärshem blir till
Caroline tillbringade tid på Gotland under sin uppväxt. William kom första gången till Gotland 1888.
Åren 1896 och 1899 återvände Carolina och William till Visby och år 1900 flyttade de in i den nyinköpta lilla stugan på Själsö. De planerade för en stor utbyggnad av den lilla befintliga stugan som de då bodde i. William gjorde ritningarna. Ritningarna till ladugården påbörjades år 1904 och då var ännu inte tillbyggnaden av huset klar.  
Det stora arbetet med huvudbyggnaden, ateljéerna och trädgården på Brucebo pågick ända till 1909. Vissa arbeten i och omkring huset pågick i flera år efter det. Små detaljer i den stora ateljén blev aldrig färdigställda. Till viss del berodde det på Williams hastiga död i en hjärtattack under en middag i Stockholm den 17 november 1906, 47 år gammal.
Carolina levde på Brucebo permanent till sin död år 1935. I hennes testamente fastställs att Brucebo för all framtid ska bevaras som ett konstnärshem och att det varje år ska delas ut stipendier till unga lovande svenska och kanadensiska konstnärer. Så har gjorts sedan 1937. Sedan 2012 är Brucebo öppet som museum med utställningar, visningar och från 2017 butik.

## Galleri

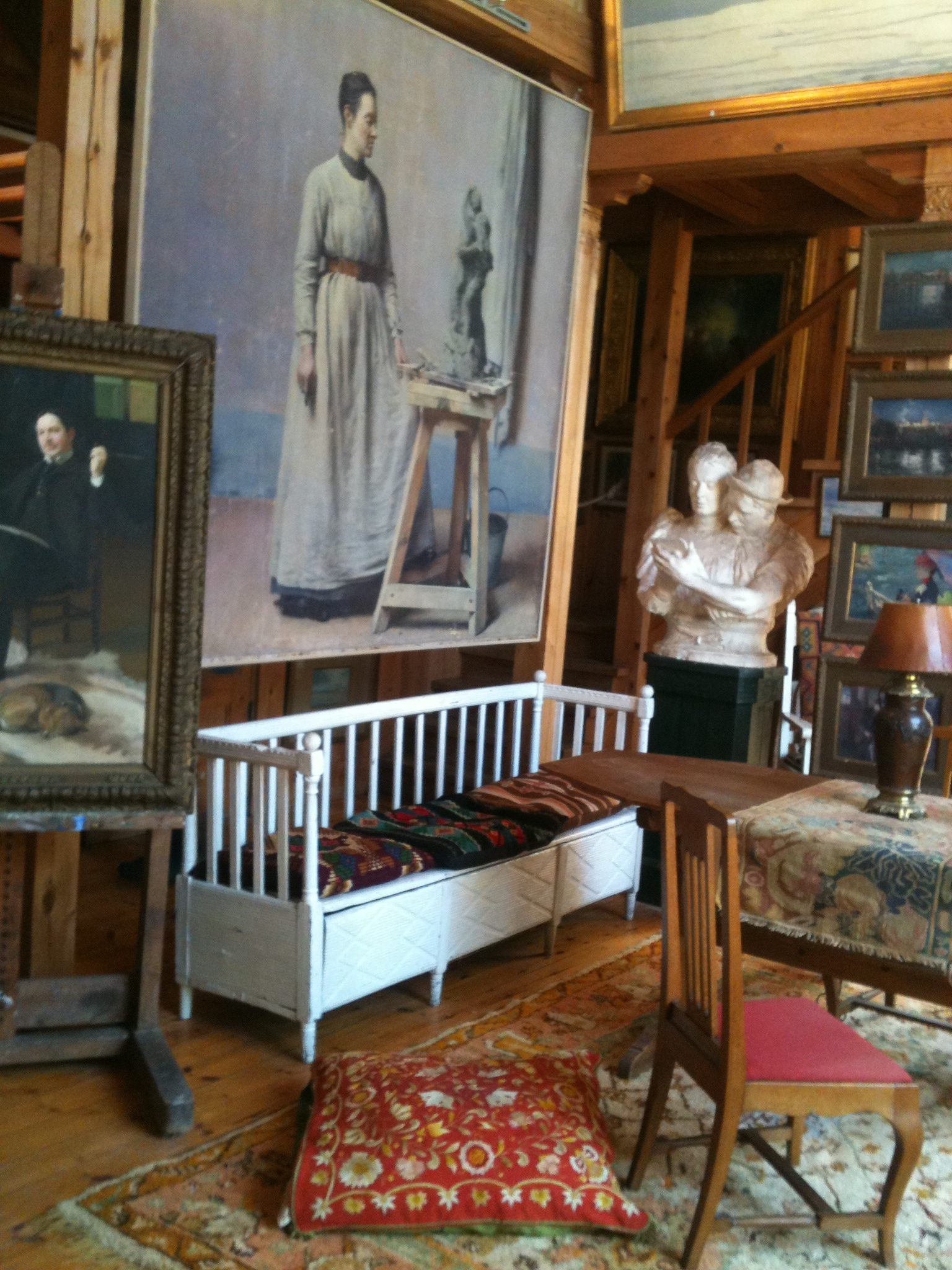
Ateljén
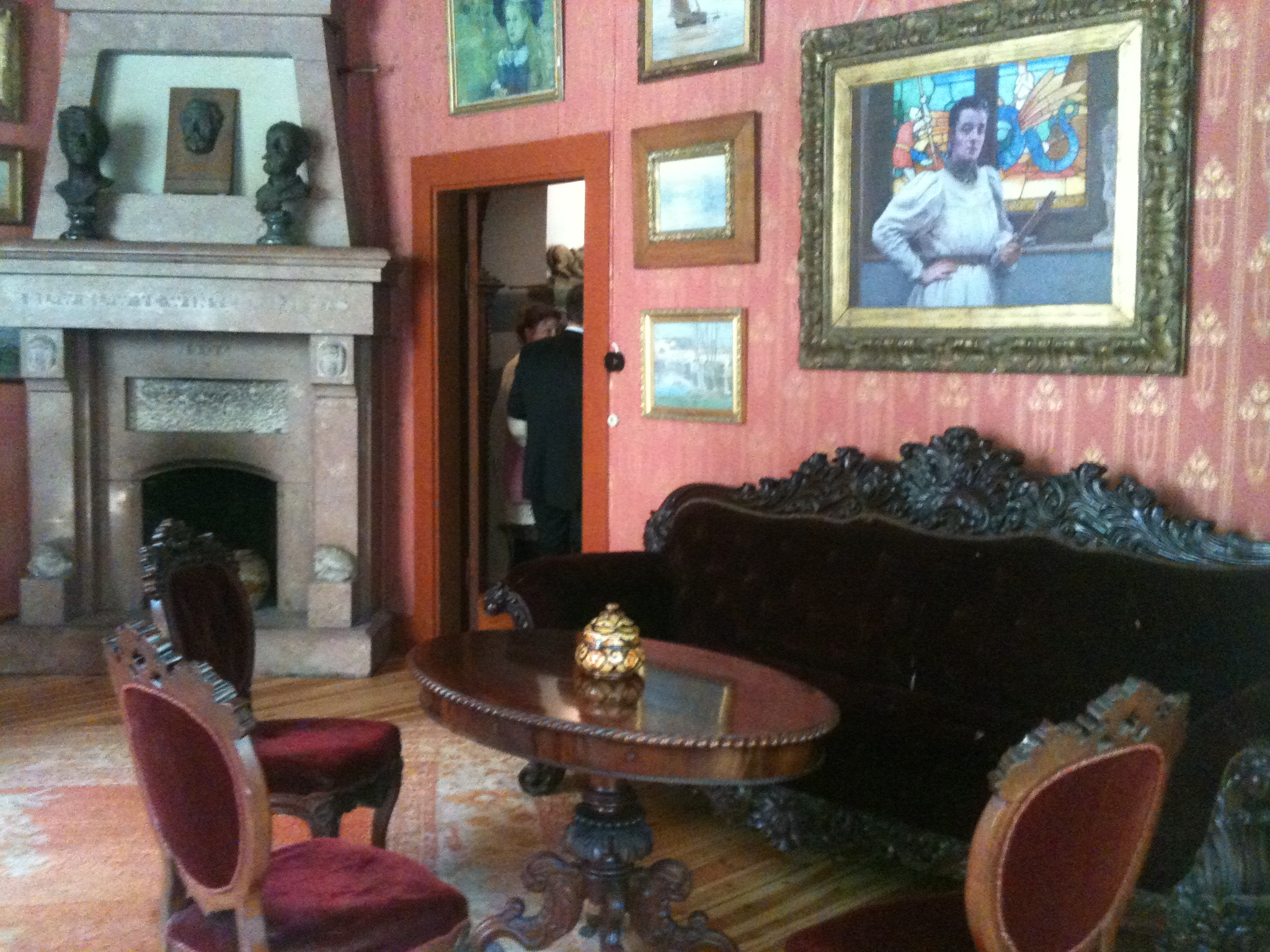
Salongen
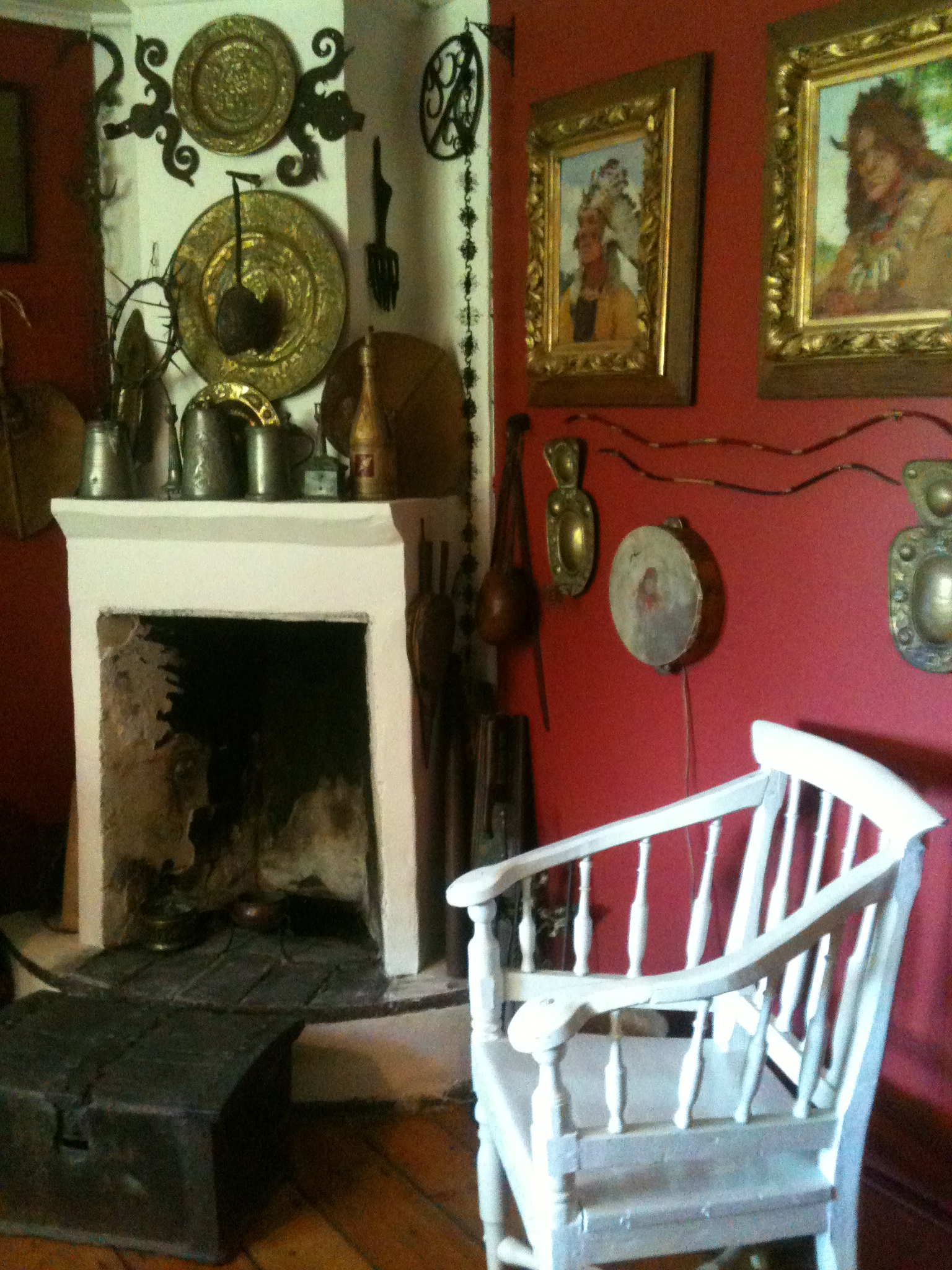
Indianrummet
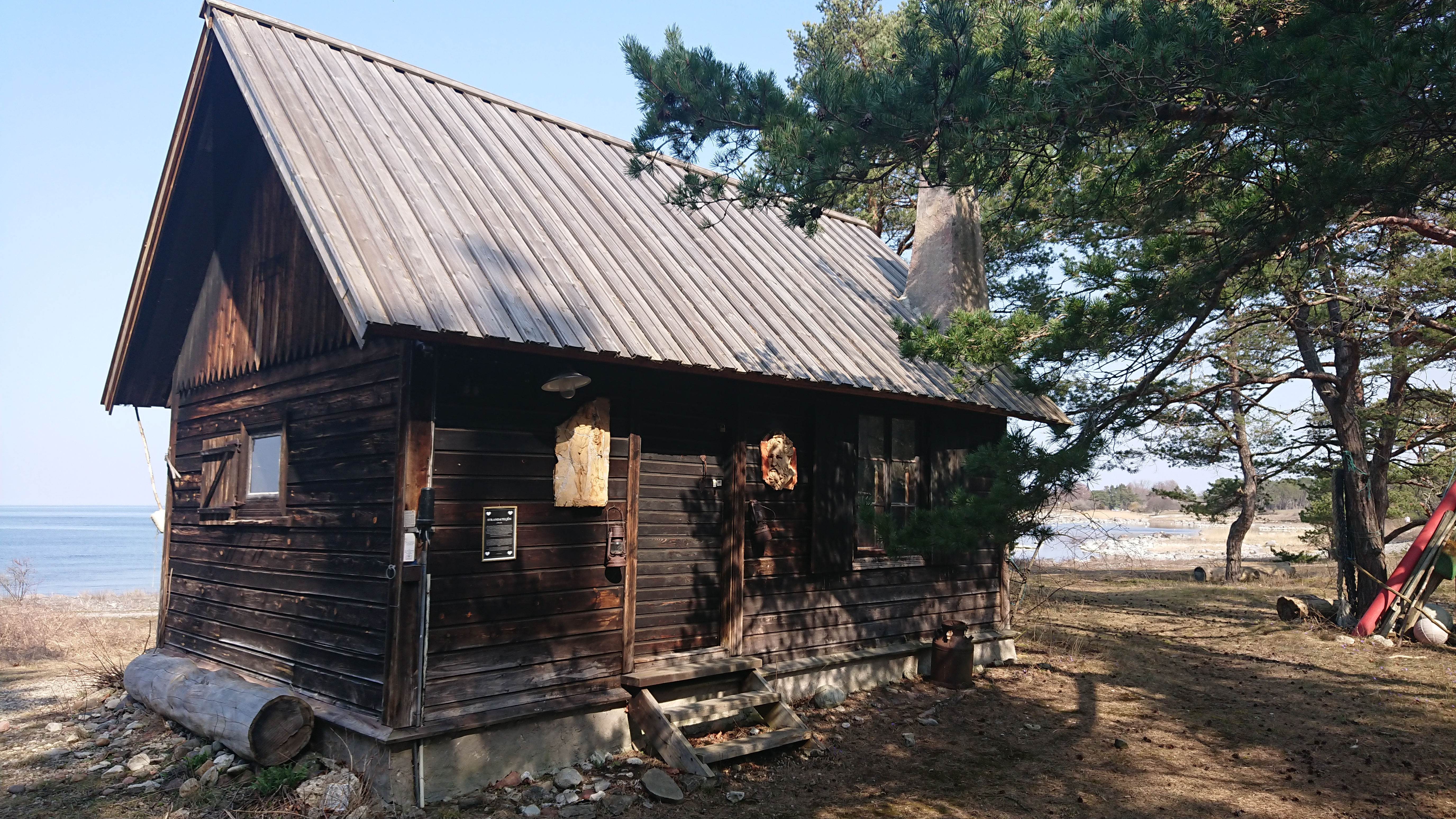
Strandateljén
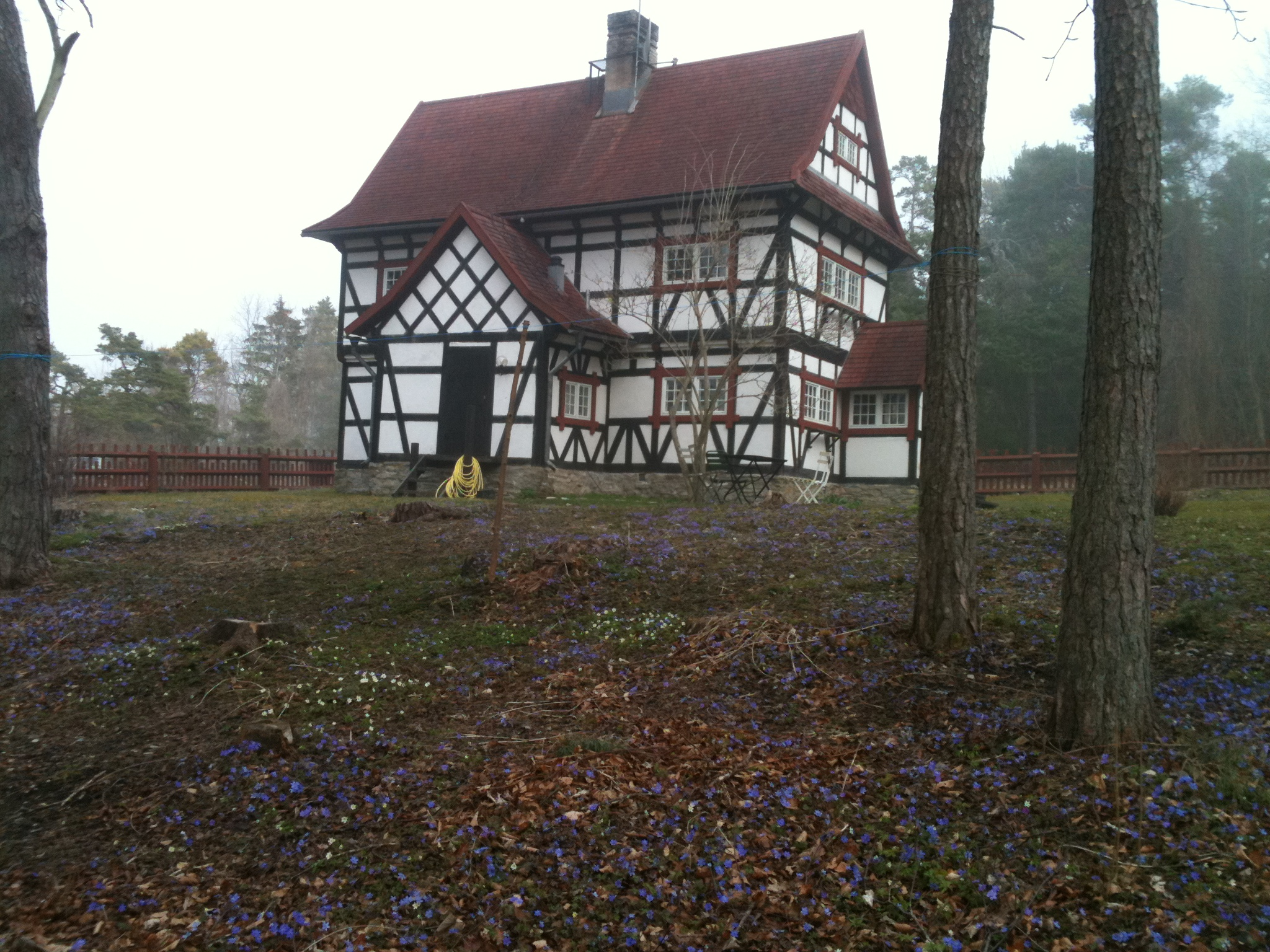
Vaktmästarbostaden
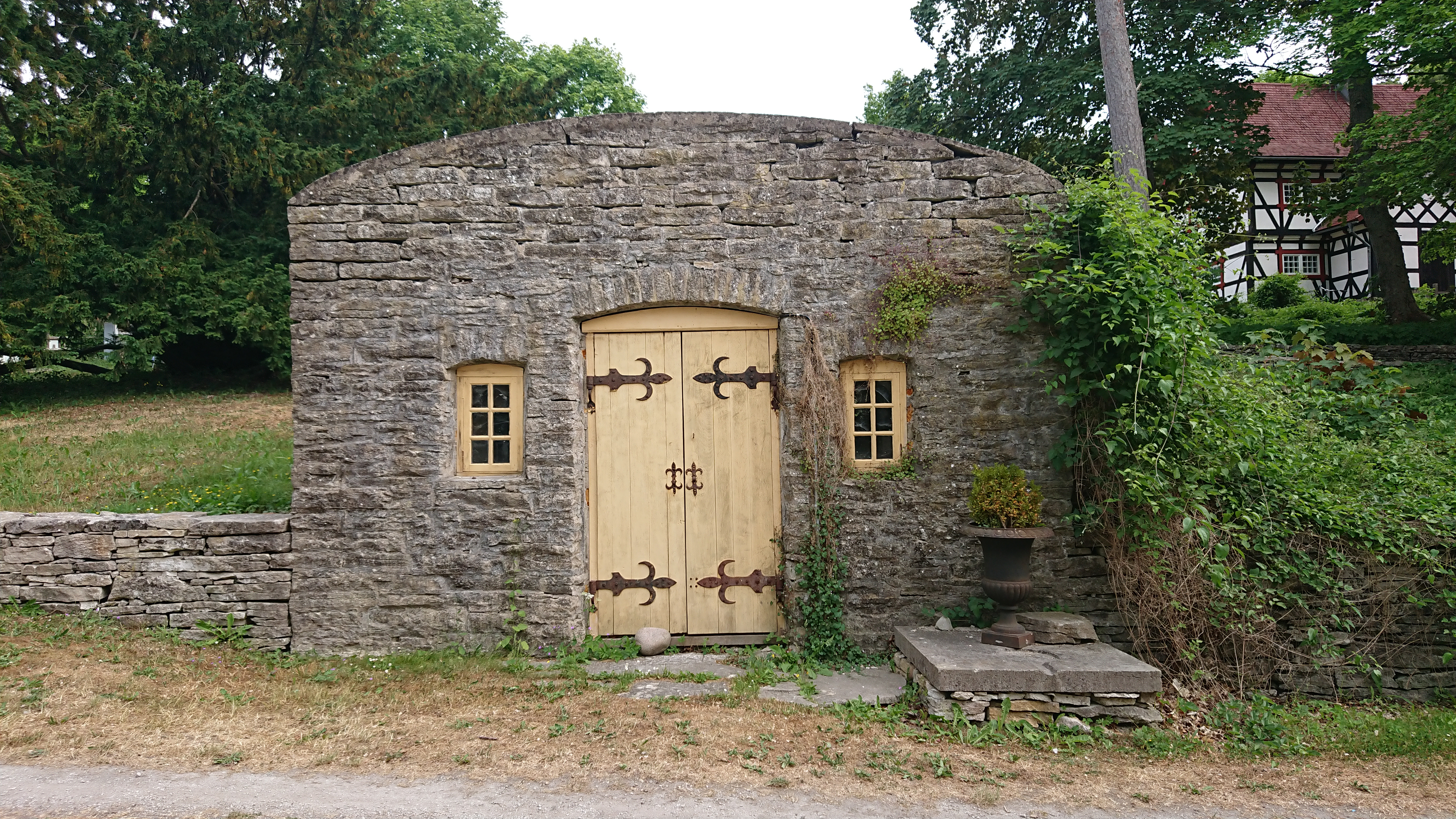
Iskällaren